# Jasper Schendelaar
Jasper Schendelaar (* 2. September 2000 in Alkmaar) ist ein niederländischer Fußballtorwart. Er spielt bei PEC Zwolle und ist ehemaliger Nachwuchsnationalspieler.

## Karriere

### Verein
Jasper Schendelaar wurde in Alkmaar geboren und trat im Jahr 2013 der Jugendabteilung von AZ Alkmaar bei. Am 24. August 2018 debütierte er bei der 1:2-Niederlage im Zweitligaspiel bei SC Cambuur für die zweite Mannschaft in einem Ligaspiel. In der Saison 2018/19 kam Schendelaar für die zweite Mannschaft zu 24 Punktspieleinsätzen und gehörte zudem in manchen Spielen auch zum Spieltagskader der ersten Mannschaft in der Eredivisie. In der Saison 2019/20 gehörte er über weite Strecken der Spielzeit im Ligaalltag zum Spieltagskader, kam aber nicht zum Einsatz. In der Saison 2020/21 spielte Schendelaar auf Leihbasis beim Zweitligisten Telstar 1963 und war dort Stammtorwart. Der Verein stand zeitweise auf einem Platz für die Qualifikation für die Auf-und-Abstiegs-Play-offs und belegte zum Saisonende den 13. Tabellenplatz.
In der Sommertransferperiode der Saison 2021/22 wechselte Schendelaar zum Erstligisten PEC Zwolle und unterschrieb dort einen Vertrag für zwei Saisons mit einer Option auf eine Verlängerung um ein weiteres Jahr. In seiner ersten Spielzeit in der Provinz Overijssel kam er lediglich in der U21-Mannschaft zum Einsatz. Die erste Mannschaft des Vereins stieg zum Saisonende aus der Eredivisie ab. In der darauffolgenden Zweitliga-Saison 2022/23 konnte er sich dort daraufhin als Stammtorhüter durchsetzen und erreichte mit der Mannschaft den direkten Wiederaufstieg zurück in die Eredivisie.

### Nationalmannschaft
Jasper Schendelaar absolvierte mindestens ein Spiel für die U15 der Niederlande sowie für die niederländische U16. Danach lief er ab 2016 für die U17 der Niederländer auf und nahm mit ihr an der U17-Europameisterschaft 2017 in Kroatien teil. Schendelaar, der für die U17 insgesamt 12 Länderspiele absolvierte, erreichte mit seiner Mannschaft das Viertelfinale und schied dort gegen Deutschland aus. Während des Turniers kam er in allen vier Spielen zum Einsatz. In der Folge absolvierte Jasper Schendelaar zwei Spiele für die niederländische U18-Nationalmannschaft sowie drei Partien für die U19 von „Oranje“.
Am 27. März 2023 debütierte er beim 1:1-Unentschieden im Testspiel im spanischen San Pedro del Pinatar gegen Tschechien für die U21 der Niederlande. Mit der Mannschaft nahm er als Ersatztorwart an der U21-Europameisterschaft 2023 teil, bei der die Niederländer in der Vorrunde ausschieden.